# Punta Gaviota
Punta Gaviota (spanisch für Möwenspitze) ist eine Landspitze im Osten der Etainsel in der Gruppe der Melchior-Inseln im Palmer-Archipel westlich der Antarktischen Halbinsel.
Argentinische Wissenschaftler benannten sie.